# La leggenda del grande inquisitore (Vasilij Vasil'evič Rozanov)
La leggenda del Grande Inquisitore è un saggio di Vasilij Vasil'evič Rozanov. L'autore "apocalittico" russo analizza in chiave esistenziale il famoso capitolo Il grande inquisitore de I fratelli Karamazov di Dostoevskij, riscontrando l'impronta fortemente universale del messaggio del romanzo.

## Propedeutica
Il senso universale dell'Inquisitore dostoevskijano è colto da Rozanov in particolare nel IV capitolo, quando descrive il viaggio di Fedor D. a Londra, in visita dell'esposizione universale del 1863. Le parole citate dal diario di Dostoevskij sono terribili, nella folla raccolta a visitare i prodigi della scienza e dell'industrializzazione, riconosce ...un quadro biblico, qualcosa della Babilonia, non so che profezia dell'Apocalisse che si va compiendo definitivamente (p.29). Per Rozanov la visione dell'idolatria per la Tecnica delle folle europee è analoga a quella della corruzione della Roma papale che era stata raccontata in precedenza (ibidem): vi è dunque un interesse per il male che si nasconde nel sistema generale della vita, e che non può essere circoscritto in una singola istituzione, per quanto vasta e diffusa essa sia (p. 33).
Premessa alla spiegazione vera e propria del racconto dell'Inquisitore è peraltro il commento al capitolo precedente del romanzo, Ribellione: in esso Ivan Karamazov svela ad Alëša (Aleksej) la sua impossibilità a credere nell'esistenza di Dio, perché, se esistesse, non potrebbe accettare l'assurdità dell'orrore perpetrato sui bambini e su tutti gli esseri indifesi. Vengono ricordati in special modo i versi di Nekrasov che descrive i miti occhi di una cavallina scudisciati a sangue da un mužik senza una vera ragione (quella di "non tirare" è una evidente scusa), per il puro gusto di ucciderla:
Il dilemma più evidente del problema posto da Ivan consiste nel dissidio tra "leggi della realtà esteriore" proprie della natura, e "leggi del giudizio morale" proprie dell'uomo, che causano alla fine semplicemente e con la massima deferenza, la restituzione del suo biglietto d'ingresso alla vita, se è così caro il prezzo per la sua armonia (p.71).

## Lasivigliana notte senza respiro
Rozanov individua innanzitutto il quadro sorprendente in cui è introdotto il narrato dostoevskijano, dell'apparizione improvvisa di Gesù nella Siviglia cinquecentesca, e del suo rinnovato miracolo di resurrezione di una bimba di sette anni, ancora tra le rose della bara bianca, di fronte alla cattedrale di Siviglia. Non sono solo le interiorizzate conoscenze evangeliche di Dostoevskij a rendere così plasticamente reale la scena, ma il coinvolgimento derivante dalla perdita della sua prima figlia a Ginevra, nel 1862: "Senza dubbio mentre scriveva immaginava vivamente ciò che avrebbe provato se la sua amata bambina per un qualche miracolo si fosse all'improvviso levata dalla cassa" (p.83).
La sera, quando l'Inquisitore si reca da Gesù ormai da lui imprigionato per formalizzargli la sua condanna a morte, le sue amare ed ironiche parole non condannano semplicemente il popolo-gregge ad una schiavitù alle istituzioni romane per esso necessaria, ma per Rozanov esprimono un'esigenza che va al di là di una specifica istituzione: "...si accenna alla linea fondamentale del cattolicesimo solo perché essa risponde a un sempiterno bisogno dell'umanità" (p.87).
 
Se l'uomo è fondamentalmente un ribelle, i ribelli non possono però essere felici: ma per l'Inquisitore soprattutto gli insegnamenti di libertà interiore del Messia sono irrealizzabili. Il Messia deve altresì diventare colpevole di non aver corrisposto all'uomo (come aveva richiesto invece Satana nel deserto) quel solo pane terreno che permette al popolo di trovare a chi genuflettersi tutti quanti insieme: la posizione dell'Inquisitore esprime dunque, secondo il nostro commentatore, una profonda coscienza della debolezza umana (p.131).

L'accusa decisiva che Rozanov muove all'Inquisitore come rappresentante della Chiesa-potere universale è di avere, da queste convinzioni, così costruito un nichilismo cristiano privo di un vero slancio verso Dio, che è l'inevitabile premessa ai "nuovi poteri" materialistici della tecnica e dell'industrializzazione, quelli che condurranno definitivamente gli uomini al baratro di una fine apocalittica. Il Cristianesimo porta in sé dunque le attuali "...colpe della rivoluzione anticristiana" (Vittorio Strada, p.XXI).

## Edizioni
- La leggenda del grande inquisitore, Bologna, Marietti Editore 1989 (ristampa 2008).